# Christian Getzner
Christian Getzner (* 12. Oktober 1782 in Satteins; † 8. August 1848 in Feldkirch) war ein österreichischer Unternehmer und Pionier in der Textilherstellung und Mitgründer der Getzner Textil AG in Bludenz.

## Familie
Christian Getzner war eines von sieben Kindern eines Bauernpaars in Satteins. In dieser kleinen Walgaugemeinde besuchte er die Volksschule. 

Johann Josef Ganahl

Seine Familie dürfte Garn für den wohlhabenden Handelsmann Johann Josef Ganahl in Feldkirch gesponnen haben. Dieser lieferte die Rohbaumwolle dafür und kaufte ihnen dann das Garn ab.

## Leben und Beruf
Um 1800 trat er als Handelsgehilfe ins Handelsgeschäft (Kolonialwarenhandlung) des Johann Josef Ganahl in Feldkirch ein. 
Bludenz
1806 heiratete er die Wirtstochter Maria Barbara Katharina Barbisch aus Bludenz. In ihrem Elternhaus gründete er eine Kolonial- und Spezereiwarenhandlung, in welchem er, wie Ganahl in Feldkirch, auch Handel mit Baumwolle bzw. Baumwollgespinsten betrieb. 
1815 nahm er den Cousin seiner Frau, Andreas Gassner aus Nenzing (* 1776; † 1823), als Gesellschafter und Buchhalter auf. Zwei Jahre später übernahm dieser die Führung des Geschäftes. 
Im gleichen Jahr richtete Franz Xaver Mutter (* 1776; † 1836) aus Tobadill im Bezirk Landeck eine Schnittwarenhandlung in Bludenz ein. Am 1. August 1818 taten sich die drei – Getzner, Mutter und Gassner – schließlich zur Firma Getzner, Mutter & Cie. zusammen. 
In Bludenz betrieb er zudem mit Johann Josef Ganahl und C. Daller-Fels, einem weiteren Gesellschafter aus St. Gallen, von 1820 bis 1832 die Spinnerei Brunnental Ganahl & Comp. Dies war nach Rhomberg & Lenz in Dornbirn der zweite größere Betrieb dieser Art in Vorarlberg. Die Fabrik brannte 1832 ab und wurde nicht wieder aufgebaut. 
Feldkirch und Frastanz

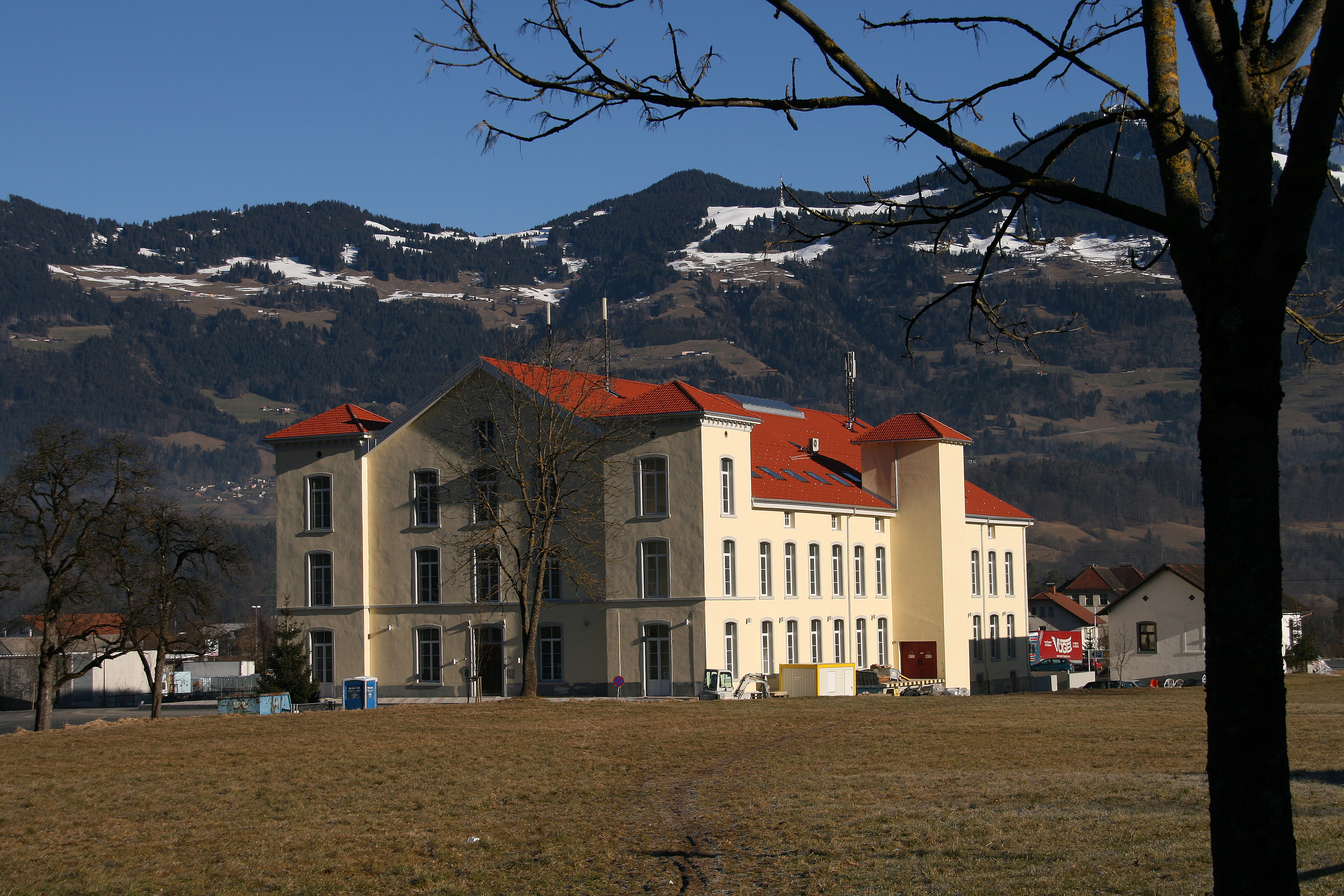
Spinnereigelände in Nenzing

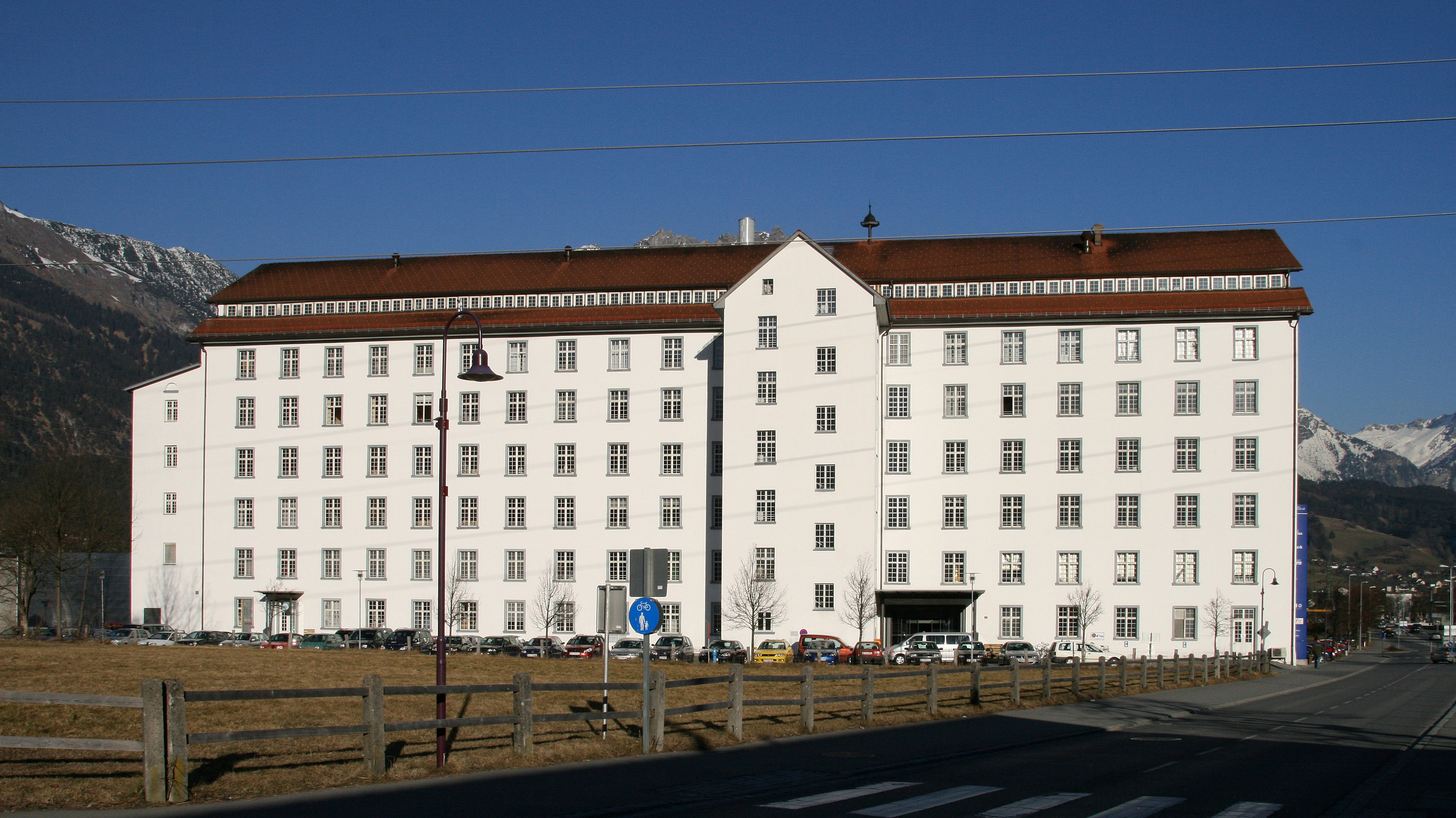
Spinnereigelände (Lünerseefabrik) in Bürs

Getzner verlagerte seine Interessen nun nach Feldkirch und er erwarb das Palais Liechtenstein, wo er 1819 eine Maschinenspinnerei mit vier Maschinen einrichtete und die erste Rotfärberei Vorarlbergs in Betrieb nahm. Weiters betrieb er eine Brauerei. 
Bald ergaben sich jedoch Probleme: Getzner hatte sich nicht um Baugenehmigungen gekümmert und produzierte ohne Rücksicht auf die Brandgefahr. Zudem verschmutzte die Färberei das Wasser, das auch von anderen benutzt wurde. 
Getzner war daher gezwungen, die Färberei nach Frastanz in die Felsenau zu verlegen. Dort ließ er auch eine chemische Schnellbleiche errichten, wiederum ohne zuvor eine Genehmigung einzuholen. Der Betrieb wurde ihm daraufhin jahrelang untersagt.
Nenzing und Bürs
1831 hatte sich Getzner am Bau einer Spinnerei in Nenzing beteiligt und 1836 folgten eine große Spinnerei und Weberei in Bürs.
Zu diesem Zeitpunkt verlegten sie rund 3000 Heimarbeiter und Heimarbeiterinnen. Auch die Verkaufsniederlassungen in Wien, Linz und Verona gehen auf die Gründerzeit zurück.
Christian Getzner starb kinderlos. Zu seinen Universalerben setzte er seine Neffen Josef Getzner und Andreas Tschavoll ein. Die beiden hatte er zu Lebzeiten schon für ihre kommenden Aufgaben ausbilden lassen.

## Hintergründe
Wichtige Ursachen für Getzners Aufstieg vom Bauernsohn zum Fabrikbesitzer lagen in seiner Innovationsfreudigkeit: Bereits sehr früh experimentierte er mit der Maschinenspinnerei und Rotfärberei; oft legte er sich mit den Behörden an und war darauf bedacht, mögliche Konkurrenten auszuschalten.
In seiner Karriere lassen sich bemerkenswerte Parallelen zu seinem Lehrherrn Johann Josef Ganahl, einem weiteren Unternehmer der ersten Generation, feststellen: 
- Wie Ganahl 1797 in Feldkirch, so eröffnete auch Getzner sein erstes Geschäft im Haus seines Schwiegervaters, das er bald darauf an sich brachte.
- Beide hatten kurz danach familiäre Rückschläge zu verkraften: Ganahls Frau starb und die zwei einzigen Kinder Getzners überlebten das erste Jahr nicht.
- In der Folge konzentrierten sich Getzner und Ganahl auf ihren ökonomischen Aufstieg und trugen damit wesentlich zum Aufbau großer Firmen bei.